# Francia en los Juegos Olímpicos de Tokio 2020
Francia estuvo representada en los Juegos Olímpicos de Tokio 2020 por un total de 374 deportistas que compitieron en 31 deportes. Responsable del equipo olímpico fue el Comité Nacional Olímpico y Deportivo Francés, así como las federaciones deportivas nacionales de cada deporte con participación.
Los portadores de la bandera en la ceremonia de apertura fueron el gimnasta Samir Aït Saïd y la yudoca Clarisse Agbegnenou.

## Medallistas
El equipo olímpico de Francia obtuvo las siguientes medallas:
| Nombre | Deporte           | Competición                   |
| --- | ----------------- | ----------------------------- |
| Oro |                   |                               |
| Equipo | Balonmano         | Torneo M                      |
| Equipo | Balonmano         | Torneo F                      |
| Romain Cannone | Esgrima           | Espada individual M           |
| Erwann Le Péchoux Enzo Lefort Julien Mertine Maxime Pauty | Esgrima           | Florete por equipos M         |
| Clarisse Agbegnenou | Judo              | –63 kg F                      |
| Clarisse Agbegnenou Amandine Buchard Guillaume Chaine Axel Clerget Sarah-Léonie Cysique Romane Dicko Alexandre Iddir Kilian Le Blouch Madeleine Malonga Margaux Pinot Teddy Riner | Judo              | Equipo mixto                  |
| Steven Da Costa | Karate            | 67 kg M                       |
| Hugo Boucheron Matthieu Androdias | Remo              | Doble scull (M2X) M           |
| Jean Quiquampoix | Tiro              | Pistola rápida 25 m           |
| Equipo | Voleibol          | Torneo M                      |
| Plata |                   |                               |
| Kevin Mayer | Atletismo         | Decatlón M                    |
| Equipo | Baloncesto        | Torneo M                      |
| Anita Blaze Pauline Ranvier Ysaora Thibus Astrid Guyart | Esgrima           | Florete por equipos F         |
| Sara Balzer Cécilia Berder Manon Brunet Charlotte Lembach | Esgrima           | Sable por equipos F           |
| Amandine Buchard | Judo              | –52 kg F                      |
| Sarah-Léonie Cysique | Judo              | –57 kg F                      |
| Madeleine Malonga | Judo              | –78 kg F                      |
| Florent Manaudou | Natación          | 50 m libre M                  |
| Laura Tarantola Claire Bové | Remo              | Doble scull ligero (LW2X) F   |
| Equipo | Rugby 7           | Torneo F                      |
| Thomas Goyard | Vela              | RS:X M                        |
| Charline Picon | Vela              | RS:X F                        |
| Bronce |                   |                               |
| Equipo | Baloncesto        | Torneo F                      |
| Florian Grengbo Rayan Helal Sébastien Vigier | Ciclismo en pista | Velocidad por equipos M       |
| Benjamin Thomas Donavan Grondin | Ciclismo en pista | Madison M                     |
| Manon Brunet | Esgrima           | Sable individual F            |
| Nicolas Touzaint (Absolut Gold) Karim Laghouag (Triton Fontaine) Christopher Six (Totem de Brecey)                                                                                | Hípica            | Concurso completo por equipos |
| Luka Mkheidze | Judo              | –60 kg M                      |
| Teddy Riner | Judo              | +100 kg M                     |
| Romane Dicko | Judo              | +78 kg F                      |
| Althea Laurin | Taekwondo         | +67 kg F                      |
| Léonie Périault Dorian Coninx Cassandre Beaugrand Vincent Luis | Triatlón          | Relevo mixto                  |
| Camille Lecointre Aloïse Retornaz | Vela              | 470 F                         |